# Cineva ca tine (film)
Cineva ca tine este un film din 2001, bazat pe romanul scris de Laura Zigman, Chibzuiala animalelor, care narează povestea unei femei cu inima sfâșiată aflată în căutarea motivului pentru care a fost părăsită. Filmul are în distribuție actori precum Ashley Judd, Greg Kinnear, Hugh Jackman și Marisa Tomei, fiind regizat de Tony Goldwyn. Durata peliculei este de 97 de minute.

## Subiectul filmului
Filmul începe cu vocea personajului Jane Goodale (Ashley Judd) pe fundalul imaginilor unui experiment științific cu bivol și o cireadă de vaci și se pare că bivolul nu se împerechează de două ori cu o vacă, nici măcar dacă i s-a schimbat mirosul. El preferă o vacă nouă. Jane ne spune că până de curând ea credea că toți bărbații sunt ca bivolii, dar pentru a înțelege ce s-a întâmplat, trebuie să ne întoarcem în timp.
Jane este asistentă de producție la un talk-show care a fost ales de curând să facă parte dintr-un consorțiu, ceea ce înseamnă că gazda emisiunii, Diane Roberts (jucată de Ellen Barkin), care vrea să devină cea mai bună, caută mereu oaspeți care pot fi aduși cu greu, ca Fidel Castro. Eddie Alden (Hugh Jackman ) este producătorul talk-show-ului și un afemeiat, spre disperarea Janei și ea îi comentează acțiunile cu criticism amical.
Eddie caută un coleg de apartament, dar mesajele lui de pe tabla cu anunțuri sunt mereu rupte de fostele lui prietene, supărate. El întreabă dacă nu vrea Jane să se mute în apartament cu el, dar ea îl refuză, din razbunare. Apoi ei îl cunosc pe noul producător al show-ului, Ray Brown (Greg Kinnear) iar Jane se îndrăgostește imediat de el. Ea îi povestește prietenei sale, Liz (Marisa Tomei) și discută cu ea despre lipsa ei de noroc în dragoste. Între timp, sora ei încearcă să rămână însărcinată cu ajutorul programului de fertilizare.
Ray o sună pe Jane și ei petrec o seară împreună, ajungând să se sărute. În dimineața urmăroare, ea o sună pe Liz și este încântată. Liz îi dă niște sfaturi cum să se poarte cu Ray, care are o prietenă pe nume Dee (cu care s-a certat). Ray și Jane par a fi foarte îndrăgostiți. Relația avansează și ei se hotărăsc să se mute împreună. Jane renunță la apartamentul ei; el merge să îi spună prietenei sale că totul s-a terminat, însă nu îi spune despre femeia cea nouă din viața sa.
Ray începe să se îndepărteze, în timp ce Jane își adună lucrurile pentru a se muta, iar la cină, el îi spune Janei că totul s-a terminat, și ea plânge.
În dimineața următoare, la birou, Jane se răzbună anunțându-l pe Ray că se mută în apartament cu Eddie. Ea învață să accepte că trec multe femei prin viața lui Eddie, ei devin mai apropiați când beau whisky scoțian și mănâncă mâncare chinezească. Ea citește un articol despre sindromul vacii vechi și începe să facă cercetări pentru a-și susține propria ei teorie despre bărbați. Liz muncește la o revistă pentru bărbați și are nevoie de un autor de editorial, deci o convinge pe Jane să scrie despre teorie, folosind pseudonimul Dr. Marie Charles.
Articolul, care se ocupă cu discutarea instabilității și necinstei bărbaților, are foarte mult succes și toți, mai ales Diane, vor să o cunoască pe Dr. Charles. La petrecerea de Crăciun, Ray îi spune că îi este dor de ea și o invită să petreacă revelionul cu el, dar nu el nu își face apariția. Când Jane merge la petrecere și îl caută pe Eddie, la miezul nopții, ea nu îl poate găsi, apoi pleacă plângând. Eddie încearcă să o ajungă din urmă, dar nu reușește.
La birou, Ray încearcă să își ceară scuze, însă Diane îl întrerupe când intră, purtând o cămașă pe care Jane o cumpărase pentru Ray. Jane își dă seama că ea este "Dee," iar Ray s-a împăcat cu ea.
O întrunire a consiliului de conducere tocmai urma să înceapă și Eddie se asigură că Jane nu va plânge acolo, dar Jane nu este atentă, astfel că el o ajută, acoperind-o. Când Ray este emoționat de un film al lui Gérard Depardieu, Jane prinde curaj și spune că el este incapabil să arate empatie pentru inima ei sfărâmată.
Diane, fără să știe de relația Janei cu Ray, îi dă sfaturi cum să îl recâștige pe prietenul ei, povestindu-i cum l-a recâștigat ea pe prietenul ei.
Într-un bar, Liz urmează sfatul dat de Dr. Charles și nu vrea să se mai îndrăgostească de același tip de bărbat ca până atunci. Jane și Eddie se ceartă din cauza sfatului dat de Dr. Charles, când se întorc acasă, iar ea îi spune că trebuie să creadă teoria pentru că altfel îi este frică de faptul că bărbații nu părăsesc femeile - ei o părăsesc pe ea. Eddie o consolează spunând că Ray nu este ultimul bărbat pe care îl va iubi și cei doi adorm împreună, iar în dimineața următoare, Eddie se trezește bine dispus și liniștit și Jane se sperie. Eddie îi spune să nu analizeze și acest lucru. El se bucură că a dormit toată noaptea alături de ea fără să se gândească la sex. Ea îi spune lui Eddie că și el își va arăta adevărata față și o va răni curând, iar Eddie îi spune că nu este vorba de el, ci atitudinea ei este problema. Jane primește un apel de la cumnatul ei, care îi spune că au pierdut copilul. La spital, ea vede dragostea adevărată dintre ei și se hotărăște să îi spună Dianei că Dr. Charles va veni ca invitat la show-ul ei.
Interviul trebuia să fie la telefon, dar Jane se răzgândește și urcă pe scena show-ului. Ea spune publicului că nu există Dr. Charles (îl vedem pe Eddie cum pleacă în acel moment) și că teoria este ridicolă pentru că ea a suferit și simțea nevoia să îî facă vinovați pe toți bărbații pentru suferința ei. Însă nu toți bărbații sunt animale, căci unii dintre ei vor fi alături de tine și îți vor spune că Ray nu este ultimul pe care îl vei iubi. Până când Jane rostește cuvintele acestea, Eddie iese din studio.
Jane merge după Eddie și îl găsește chiar când el lua un taxi, îl face să coboare și îi spune că a găsit o nouă dragoste. El nu îi răspunde, ci o sărută cu multă pasiune, pe tonurile calmante ale melodiei lui Van Morrison, "Someone Like You" (Cineva ca tine) cântând în fundal.

## Distribuția
Ashley Judd joacă rolul Jane Goodale, producător de televiziune, care caută dragostea și încearcă să înțeleagă problemele bărbaților care nu o pot dărui.
Greg Kinnear este Ray Brown, producătorul executiv, care arată bine, al show-ului. El o părăsește pe Jane tocmai înainte ca ei să se mute împreună.
Hugh Jackman joacă rolului lui Eddie Alden, colegul de serviciu afemeiat al Janei. Ea împarte cu el un apartament, în timp ce caută răspunsuri la întrebări.
Marisa Tomei Liz, cea mai bună prietenă a Janei.